# Macojú
Macojú är en ort i Mexiko.   Den ligger i kommunen La Misión och delstaten Hidalgo, i den sydöstra delen av landet, 180 km norr om huvudstaden Mexico City. Macojú ligger 1 226 meter över havet och antalet invånare är 147.
Terrängen runt Macojú är bergig österut, men västerut är den kuperad. Runt Macojú är det ganska glesbefolkat, med 34 invånare per kvadratkilometer. Närmaste större samhälle är Jacala, 14,2 km väster om Macojú. I omgivningarna runt Macojú växer huvudsakligen savannskog.